# Гонец (шхуна, 1878)
«Гонец» (с 1922 года «Ялта») — парусно-винтовая шхуна, затем транспорт Черноморского флота Российской империи и грузо-пассажирское судно Азово-черноморского пароходства. Во время службы по большей части использовалась в качестве учебно-минного судна. Погибла в 1927 году в Чёрном море.

## Описание судна
Парусно-винтовая шхуна с железным корпусом типа «Ингул». Водоизмещение шхуны составляло 745 тонн, длина судна между перпендикулярами — 53,2 метра, ширина — от 6,1 метра, а осадка — 3,36 метра. На шхуне были установлены две паровых машины мощностью 466 индикаторных лошадиных сил и три паровых котла, в качестве движителя помимо парусов использовались два гребных винта. Максимальная скорость судна могла достигать 11,5 узлов.
Вооружение судна состояло из двух из двух 47-миллиметровых и двух 37-миллиметровых пушек, а также двух торпедных аппаратов: одного подводного и одного поворотного.
Одна из четырёх шхун и восьми одноимённых парусных судов, которые несли службу в составе Российского императорского флота. Также в составе Черноморского флота несли службу одноимённые шхуны 1820 и 1835 годов постройки, а в составе Балтийского флота одноимённые шхуна 1829 года постройки, транспорт 1785 года постройки, парусный катер 1800 года постройки и два брига 1808 и 1818 годов постройки.

## История службы
Строительство шхуны «Гонец» было начато 21 мая (2 июня) 1875 года на Камско-Воткинского заводе, в 1876 году шхуна по частям была перевезена в Николаев, где она была собрана на стапеле Николаевского адмиралтейства и спущена на воду 2 (14) декабря 1878 года. 13 (25) сентября 1879 года вступила в строй в составе Черноморского флота России.
Несла службу в качестве учебно-минной шхуны. С 1879 по 1882 и с 1884 по 1890 годы совершала плавания в Чёрном море в составе учебного минно-артиллерийского отряда. В 1891 и 1892 годах принимала участие в плаваниях в Чёрном море и заграничных плаваниях.
1 (13) февраля 1892 года шхуна была переквалифицирована в транспорт.
С 1895 по 1897 годы транспорт вновь совершал плавания в Чёрном море в составе учебного минно-артиллерийского отряда.
В кампанию 1898 года командир транспорта, капитан 2-го ранга Мязговский, Александр Иванович, был награждён серебряной медалью «в память Священного Коронования Их Императорских Величеств».
22 августа (4 сентября) 1907 года «Гонец» использовался в качестве портового судна, а 1 (14) февраля 1917 года вновь был зачислен в состав флота в качестве транспорта.
С 1922 года использовалось в составе Азово-черноморского пароходства в качестве грузо-пассажирского судна под именем «Ялта». В 1927 году погибло, обстоятельства и место гибели судна установлены не были.

## Командиры шхуны
Командирами парусно-винтовой шхуны «Гонец» в составе Российского императорского флота в разное время служили:
- капитан-лейтенант, а с 26 февраля (10 марта) 1885 года капитан 2-го ранга В. А. Безуар (1884—1886 годы)[9];
- капитан 2-го ранга Мязговский, Александр Иванович (1897—1899 годы)[8].